# الحجيفة (العدين)

تعديل مصدري - تعديل

الحجيفة محلة تابعة لقرية الشرف، التابعة لعزلة قصع حليان بمديرية العدين إحدى مديريات محافظة إب في الجمهورية اليمنية.، بلغ تعداد سكانها 44 حسب تعداد اليمن لعام 2004.